# Weeb Ewbank
Pro Football Hall of Fame 1978
Weeb Ewbank (né le 6 mai 1907 à Richmond, Indiana - mort le 17 novembre 1998 à Oxford, Ohio) est un entraîneur américain de football américain ayant remporté le Super Bowl III avec les Jets de New York. Ewbank fait partie de la promotion 1978 du Pro Football Hall of Fame. 